# Kapócs Zsóka
Kapócs Zsóka (Sopron, 1979. február 19. –) magyar médiaszemélyiség, modell, műsorvezető, alkalmi énekesnő.
Bútorkereskedőként és dizájnérként is remekül helytáll a KapocsArtHome tulajdonosaként, ahol saját készítésű koszorúiban is gyönyörködhetünk.

## Karrier
A Dallos Ida Általános Iskola elvégzése után a Veres Pálné Gimnáziumban folytatta középiskolai tanulmányait. Ezután 2 évig Gór Nagy Mária Színitanodájában tanulta meg a színészetet. Innen Földessy Margit Színjáték- és Drámastúdiója következett; közben két évig az IBS Nemzetközi Üzleti Főiskolában tökéletesítette angoltudását.
Gyerekként dzsesszbalettozott, steppelt és modern táncokat táncolt. Az első modelliskolába 1994-ben iratkozott be, ekkor még mint pályakezdő vállalt fotózásokat ismertebb cégeknek. Az 1998-as évben a Miss Universe Hungary szépségversenyen a döntőbe jutott, ezt követően pedig három versenyen is hazavihette a legszebbnek járó díjat, 2001-ben a Miss World Hungary győzteseként képviselte Magyarországot a Miss World választáson. A fotózások, a modellkedés és a televízió után a színészet iránt kezdett érdeklődni, így a 2004-es év nagy fordulatot jelentett számára, jelentkezett a Színművészeti Egyetemre. A tanulás után ismét a televíziózással próbálkozott, Frei Tamás és csapata kiválasztotta egy mindennap jelentkező magazinműsorba, ami azóta sem indult el. A nagy várakozásban az RTL Klub behívta egy válogatásra, így került a Szombat esti láz műsorába, amit a rádiózás váltott fel a Danubius Rádióban, a Reggeli Csiliben. Azért került a rádióhoz, mert megjegyzést tett a homoszexuálisokra, így Kolosi Péter, az RTL Klub programigazgatója elküldte a csatornától.
Első lemeze Karády dalok címmel 2009 októberében jelent meg.
2015-ben maga mögött hagyta a színházak világát és egy évik Milánóba tanult lakberendezést. Hazatérve saját vállalkozásba kezdett, amivel lakások felújításával, dizájnolásával foglalkozik. Létrehozta a KAPOCS art home webshopot. Esküvői díszítések és dekoráció készítésével is foglalkozni kezdett.  2021-ben Mosonmagyaróváron saját virág- és dekor üzletet nyitott.

## Magánélete
Az első híresség az életében Kamarás Iván volt, akivel öt évig alkottak párt, 2009-ben ért véget kapcsolatuk. Berki Krisztiánnal 2009-ben volt együtt, még eljegyzésre is sor került, de féléves együttlét után Kapocs szakított.  Habony Árpáddal közel négy évig volt kapcsolata, majd 2014-ben házasságkötésre került sor. A polgári szertartást Sopronban tartották, míg a férj a Városligeti Műjégpályán rendezett partival lepte meg kedvesét. Házasságuk rövid ideig tartott, hivatalosan 2015 májusában váltak el. 2015 tavaszán még tartott a válóper Habonytól, de ekkor már új párja lett. Jelenlegi párja Simek Péter labdarúgó, 2018-ban született meg közös kisfiuk, Borisz.

## Modelliskolái
- 1994 – Nemzetközi Divatstúdió
- 1998 – Sütő Enikő Modelliskolája

## Versenyei
- 1998 – Miss Universe Hungary (döntő)[1]
- 2000 – Queen Of The World magyarországi döntője (I. helyezés)[1]
- 2001 – Miss World Hungary (I. helyezés)
- 2006 – FHM 100 Bombázó (I. helyezés)

## Munkái
- 1997 – Modellkedés itthon (Adidas, Bleifrei, Metro, fürdőruha-, fehérneműkatalógusok)
- 2000 – Szépségversenyek
- 2001 – A Satelit TV egyetlen adást megélt „Rúzs” című esti erotikus műsorának társműsorvezetője Havas Henrik mellett
- 2002 – TV2 Promo Sapiens műsorvezetője
- 2006 – Szombat esti láz műsorvezetője
- 2006 – Danubius Rádió Reggeli Csili műsorvezetője
- 2012 – A Dal 2012 műsorvezetője Gundel Takács Gáborral

## Színházi szerepei
- Tamási Áron-Tolcsvay László: Ördögölő Józsiás - Dilló, gonosz tündér (Budapesti Operettszínház, 2013)
- Zerkovitz Béla: Csókos asszony - Rica-Maca  (Budapesti Operettszínház, 2013)
- Kocsák Tibor-Somogyi Szilárd-Miklós Tibor: Abigél - Horn Mici (Budapesti Operettszínház, 2012)
- Michael Kunze-Sylvester Levay- Elisabeth - Ludovika és Frau Wolf (Budapesti Operettszínház, 2012)
- Gerard Presgurvic: Rómeó és Júlia - Montague-né (Budapesti Operettszínház, 2004 [beállása: 2012])
- Federico Fellini: Calibria éjszakái - Rosie, utcalány (Karinthy színház, 2011)
- Eisemann Mihály: Hyppolit, a lakáj - Mimi, lokáltáncosnő (Karinthy színház, 2011)
- Kapócs Zsóka önálló estje: Nini - Nini (Tháli színház, 2010)
- William Blinn: Hajnali mellúszás - A vörösruhás hölgy (Gózon Gyula Kamaraszínház, 2010)
- Bonnie és Clyde - Bonnie (Orlai Produkciós Iroda, 2008)
- Gerome Ragni-James Rado-Galt MacDermot :Hair - Sheila (SZINDRA színpad, 2006)
- Örkény István: Macskajáték - Ilus (IBS színpad, 2006)
- Heltai Jenő: Az ezerkettedik éjszaka - színész (SZINDRA színpad, 2005)
- Agatha Cristie: Az egérfogó - Mollie Ralston (SZINDRA színpad, 2004)

## Filmjei
- Majdnem szűz (2008)
- Igazából apa (2010)